# 河野岩吉
河野 岩吉（こうの / かわの いわきち、1858年（安政5年1月） - 1930年（昭和5年）6月22日）は、日本の政治家。衆議院議員（1期）。

## 経歴
播磨国印南郡曽根村(のち兵庫県印南郡曽根村→曽根町、現・高砂市)生まれ。漢学を学ぶ。曽根村会議員、同村長、曽根町長、印南郡会議員、同議長、兵庫県会議員、学務委員、所得税調査委員、宅地賃貸価格調査委員、土地賃貸価格調査委員、小作調停委員となる。
1890年の第1回衆議院議員総選挙において兵庫5区から自由党所属で立候補したが次点で落選。1892年の第2回衆議院議員総選挙でも次点で落選。1894年3月の第3回衆議院議員総選挙では立憲改進党から立候補したが次点で落選。1894年9月の第4回衆議院議員総選挙では無所属で立候補して当選した。衆議院議員を1期務め、1898年3月の第5回衆議院議員総選挙は不出馬。1898年8月の第6回衆議院議員総選挙では憲政本党から出馬したが落選した。1930年に死去した。